# SK Vladislav Varna
SK Vladislav Varna (Bulgaars: СК Владислав Варна) was een Bulgaarse voetbalclub uit Varna.

## Geschiedenis
De club werd op 3 april 1916 als SK Napred opgericht met eerste voorzitter Georgi Antonov Georgiev die later professor wordt in het Hoge Economische Instituut van Varna (VINS). Een jaar later werd de naam gewijzigd in SK Granit. Door bureaucratische obstakels omdat er een bedrijf in de stad was met de naam Granit konden ze zich niet officieel registreren. Daarom werden ze lid van SK Titsja Varna, wat wel mocht en speelden ze als SK Titsja - SK Granit Branch.
In 1921, na onenigheid over het financieel beleid splitste Granit zich van Titsja af en op 1 mei 1921 werd de naam in SK Vladislav veranderd, ter ere van de Poolse koning Wladislaus III Jagiello (ook Wladislaus van Varna genoemd, die in 1444 in Varna sneuvelde). De club uitrusting was in groen en wit die later als de kleuren van opvolger Tsjerno More zou blijven bestaan. Als embleem werd een vierbladige klavertje gekozen. Op 10 april 1922 speelde de club voor het eerst tegen een club buiten Varna en verloor met 5-0 tegen Levski Sofia. De club speelde ook geregeld tegen Roemeense teams in deze tijd.

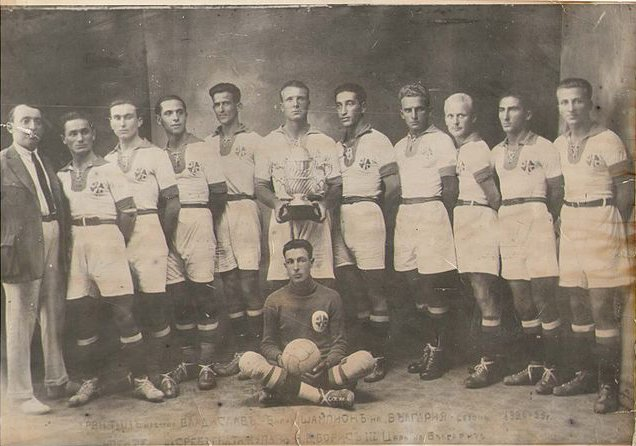
Het kampioensteam van Vladislav Varna uit 1925

In 1924 organiseerde de Bulgaarse voetbalbond voor het eerst een nationale competitie. De kampioenen van de zes bestaande regionale sportfederaties namen hieraan deel. Vladislav mocht meteen in de halve finale aantreden tegen Levski Sofia. Het bleef 0-0 en in de verlengingen werd het te donker om verder te spelen. Vladislav weigerde om de volgende dag een replay in Sofia te spelen en eiste dat de wedstrijd in Varna zou plaatsvinden. De voetbalbond ging hier enkel mee akkoord als Vladislav Levski financieel zou vergoeden, maar daar wilde de club niet van weten. Omdat ze niet tot een overeenkomst kwamen werd het kampioenschap uiteindelijk afgelast. Het volgende seizoen stonden beide clubs opnieuw tegenover elkaar in de finale en deze keer won Vladislav met 0-2 waardoor ze zich als eerste club tot Bulgaars landskampioen kroonden.
In 1926 werd de club uitgenodigd voor een vriendschappelijke wedstrijden tegen de Roemeense club FC Juventus Boekarest. De voetbalbond probeerde dit te verhinderen omdat Juventus pas met 4-0 had gewonnen van Slavia Sofia en het Bulgaarse nationale elftal een 6-1 pandoering gekregen had in Boekarest, maar de club legde het bezwaar langs zich neer en trok naar Roemenië, waar ze met 4-2 wonnen van Venus Boekarest en 2-1 van Juventus.
De nationale eindronde van 1926 werd opnieuw een klucht. Vladislav en Slavia Sofia plaatsten zich voor de finale waarin het 1-1 werd. De volgende dag werd een tweede wedstrijd gespeeld in Sofia, maar de scheidsrechter kwam niet opdagen. De bond duidde iemand van de toeschouwers aan maar dit accepteerde Vladislav niet en de club vertrok. Slavia kreeg de titel toegewezen, maar Vladislav vocht deze beslissing aan in de rechtbank en won. Op 26 december, meer van vier maanden later werd een nieuwe wedstrijd gepland. De voetbalbond van Sofia verbood Slavia echter te spelen omdat ze de beslissing van de rechtbank niet juist vonden. Uiteindelijk werd besloten om op 7 april opnieuw te spelen maar Slavia mocht opnieuw niet spelen waarop Vladislav een 0-3 overwinning, en een tweede opeenvolgende titel kreeg. De hele farse resulteerde zelfs in het feit dat het volgende seizoen geen competitie gespeeld werd.
Na een vijfde opeenvolgende titel in Varna kon de club in 1928 opnieuw de finale bereiken, die ze met 4-0 verloren van Slavia. Nadat Sjiptsjenski Sokol in 1929 de lokale titel won nam de club dat jaar dus niet deel aan de nationale eindronde. Het volgende jaar waren ze wel weer van de partij en bereikten opnieuw de finale, die andermaal verloren werd van Slavia. Na drie opeenvolgende titels van Sjiptsjenski Sokol slaagde de club er pas in 1934 weer in de eindronde te behalen. De club won de finale met 2-0 van Slavia en werd zo voor de derde keer landskampioen. Na twee titels van Titsja werd de club in 1937 weer kampioen. In de halve finale speelde de club gelijk tegen Levski Roese. Omdat ze de dag erna niet opdaagden voor de replay mocht Roese naar de finale.
In 1937/38 ging eindelijk de nationale competitie van start met tien clubs. Uit Varna mochten twee clubs aantreden en beide clubs eindigden bovenaan de rangschikking. Titsja werd kampioen met drie punten voorsprong op Vladislav. Het volgende seizoen eindigden beide clubs op een gedeelde tweede plaats met één punt achterstand op kampioen Slavia Sofia. In 1940 eindigde de club op de laatste plaats. De volgendewerd jaren de titel weer via bekervorm beslecht wegens de omstandigheden in de Tweede Wereldoorlog. De club werd echter meestal vroeg uitgeschakeld.
Na de communistische staatsgreep van 9 september 1944 werd er doorgegaan met volledige reorganisatie van alle sportbewegingen in stemming met de socialistische opvattingen van het nieuw bewind. Geen enkel van de leidende sportclubs werd bespaard. Zo werd op 18 februari 1945 de fusie van Titsja en rivaal Vladislav aangekondigd onder de naam van Titsja-Vladislav 45. De fusie was niet gewillig en enkel een beslissing door een politieke partij met absolute en ongecontroleerde macht, die gewoon besloten had dat er gewoon te veel clubs in de stad Varna zijn en dat hun aantal moest verminderen. De club veranderde nog enkele keren van naam tot in 1959 de huidige naam Tsjerno More Varna aangenomen werd.

## Erelijst
Landskampioen:
1925, 1926, 1934